# Cuñas ascendentes y descendentes
Dentro del Análisis gráfico de valores, las figuras calificadas como cuñas ascendentes y descendentes son formaciones denominadas triangulares, dentro de la categoría de figuras de cambio de tendencia.
- La cuña ascendente tiene forma de canal a la baja, pero las líneas de tendencia y de canal no son paralelas, sino que van convergiendo: supone la presencia de implicaciones alcistas y señales de compra o de permanencia en el mercado.

- La cuña descendente tiene forma de canal alcista en el cual la línea de canal converge a la línea de tendencia: presenta implicaciones bajistas y por lo tanto una señal de venta o permanencia fuera del mercado.

- Datos: Q5795182